# Rantau Pauh
Rantau Pauh is een bestuurslaag in het regentschap Aceh Tamiang van de provincie Atjeh, Indonesië. Rantau Pauh telt 4976 inwoners (volkstelling 2010).